# Spartizione dell'Africa
La spartizione dell'Africa (detta anche, con termine meno asettico, corsa per l'Africa, meglio nota in inglese come scramble for Africa, traducibile in "zuffa per l'Africa") fu un rapido proliferare delle rivendicazioni europee sui territori africani, avvenuto tra il 1880 e l'inizio della prima guerra mondiale, nel cosiddetto periodo del nuovo imperialismo.
Nella seconda metà del XIX secolo ebbe luogo la transizione dall'imperialismo informale, caratterizzato dal controllo attraverso l'influenza militare e la dominanza economica, a quello del governo diretto sul territorio. È di questi anni la nascita degli Stati coloniali propriamente detti.

## Fattori determinanti
Alcuni fattori sono stati determinanti nel consentire una occupazione territoriale dell'Africa che includesse anche le zone più interne.
Malattie
Verso la seconda metà dell'Ottocento la mortalità degli occidentali in Africa, legata a malattie, scese da un 25-50% al 5%, misura comunque considerevole, grazie alla scoperta delle proprietà antimalariche del chinino; altre conoscenze riguardo alla gestione delle malattie consentirono di porre un freno alla mortalità estremamente elevata dovuta alle malattie tropicali.
Armi
È in questi anni che si riscontrò la maggior differenza tecnologica tra i vari Paesi africani e l'Occidente; con la sostituzione del moschetto con i più efficaci fucili (a percussione e poi a retrocarica) ed il miglioramento delle tecnologie dell'artiglieria, l'Occidente aumentò il vantaggio tecnologico nei confronti del continente africano.
Esplorazioni
Dal 1850 vari Paesi occidentali finanziarono numerose esplorazioni geografiche ed istituti geografici per acquisire informazioni sulle parti più interne dell'Africa, che erano totalmente sconosciute. Famosi esploratori furono Livingstone, Burton, Stanley e Brazzà. Le spedizioni geografiche si avventurarono in zone sconosciute, scoprendo aree fertili e mitiche (come i grandi laghi) e fornendo conoscenze geografiche, culturali ed economiche di varie regioni remote.
Giustificazione intellettuale
Un valido contributo alla corsa per la spartizione dell'Africa arrivò dal mondo intellettuale, che fornì, grazie al razzismo pseudoscientifico suffragato dai contemporanei studi di biologia, genetica, etnologia e antropologia, il pretesto di fornire civilizzazione e conoscenze alle popolazioni africane che, in quanto meno evolute, non erano in grado di accedere autonomamente alla civiltà.

## Il contesto europeo
L'Europa precedente la corsa alla spartizione dell'Africa è mossa dalla nascita dei nazionalismi e da una prima grande crisi economica del capitalismo (la grande depressione economica del 1873-1895). In questo contesto alcuni storici hanno suggerito come la concentrazione sull'Africa abbia cause politiche (Fieldhous e Mommsen), legate alla guerra franco-prussiana ed al conseguente aumento di nazionalismo e revanscismo, che ebbe una valvola di sfogo proprio nel continente africano. 
La tesi più consolidata tra gli storici è però quella che imputa le cause alla depressione economica, dovuta alla crisi di sovrapproduzione con conseguente impennata delle politiche protezioniste. Una soluzione a questi problemi economici interni al capitalismo occidentale risultò nell'aumentare i mercati a disposizione, lanciando campagne coloniali che avrebbero richiesto forti investimenti infrastrutturali nei nuovi paesi occupati.

## La richiesta di occupare l'Africa
Negli stessi anni si verificò una forte richiesta di intervento degli stati nelle colonie africane. Molti dei commercianti, missionari, imprenditori e militari presenti nelle colonie africane richiedevano la presenza degli Stati per rispondere a disagi e difficoltà, date dalla sensazione di "terra di nessuno" che caratterizzava l'Africa. Per stipulare un accordo commerciale, ad esempio, ci si doveva rivolgere alle autorità locali, le quali non operavano e ragionavano secondo i canoni e le leggi europee, ma secondo consuetudini locali, provocando difficoltà ed un forte senso di mancanza di tutela.
Da qui la richiesta della presenza degli Stati europei per importare leggi, amministrazioni ed apparati statali.

### I missionari
Un ruolo importante nell'occupazione dell'Africa la ebbero i missionari, molto presenti in Africa anche nelle fasi precedenti; dopo un primo contatto con missionari cattolici portoghesi e spagnoli, nel corso del XVIII secolo furono molti i missionari protestanti. Nel corso di questi anni si verificò una nuova ondata di slancio missionario, prevalentemente cattolico (in particolare i Padri di Lione e i Missionari d'Africa, detti anche Padri bianchi).
Anche i missionari chiesero un intervento degli Stati europei, anche per ottenere una più efficace lotta allo schiavismo.

## Interessi strategici
La conquista di territori ricchi di risorse e soprattutto la necessità di non perdere vantaggi rispetto alle altre nazioni portarono all'innescarsi di una vera e propria corsa per la conquista di territori.
Fatta eccezione per quanto concerne la conquista dell'Egitto da parte britannica, per garantirsi il controllo sul canale di Suez, passaggio essenziale per i collegamenti con la colonia più importante, l'India, gli altri paesi furono mossi soprattutto dalla necessità di non rimanere indietro rispetto alle altre potenze.

### L'Africa centrale
Probabile promotore della corsa alla colonizzazione dell'Africa fu Leopoldo II del Belgio: personalmente molto interessato all'Africa e promotore di importanti spedizioni esplorative, intese realizzare nell'attuale Congo una colonia privata e personale, un impero il cui possesso aveva anche importanti risvolti economici nel controllo della raccolta della gomma, attività assai redditizia all'epoca. Per l'occupazione del Congo inviò l'esploratore Henry Morton Stanley a stipulare un trattato nella zona.
L'occupazione da parte di Leopoldo II del Congo e della fondamentale via commerciale data dall'omonimo fiume spinse la Francia ad avviare una propria corsa al territorio, avendo importanti interessi presso il fiume Congo, dato anche che pure stati come il Portogallo e la Germania stavano acquisendo importanti zone in Africa centrale. La Francia incaricò quindi l'esploratore Pietro Savorgnan di Brazzà di raggiungere il Congo e stipulare un trattato (poi ratificato dal parlamento, primo trattato privato a ricevere una ratifica ufficiale) nell'attuale territorio del Congo-Brazzaville.
La contesa che si aprì con il Belgio di Leopoldo II per i territori e l'uso del fiume fu appianata nel 1884 da un congresso, la conferenza di Berlino, dopo che Otto von Bismarck si era offerto mediatore, dato che la contesa interessava anche altri stati, tra cui Germania e Stati Uniti d'America.

## La conferenza di Berlino

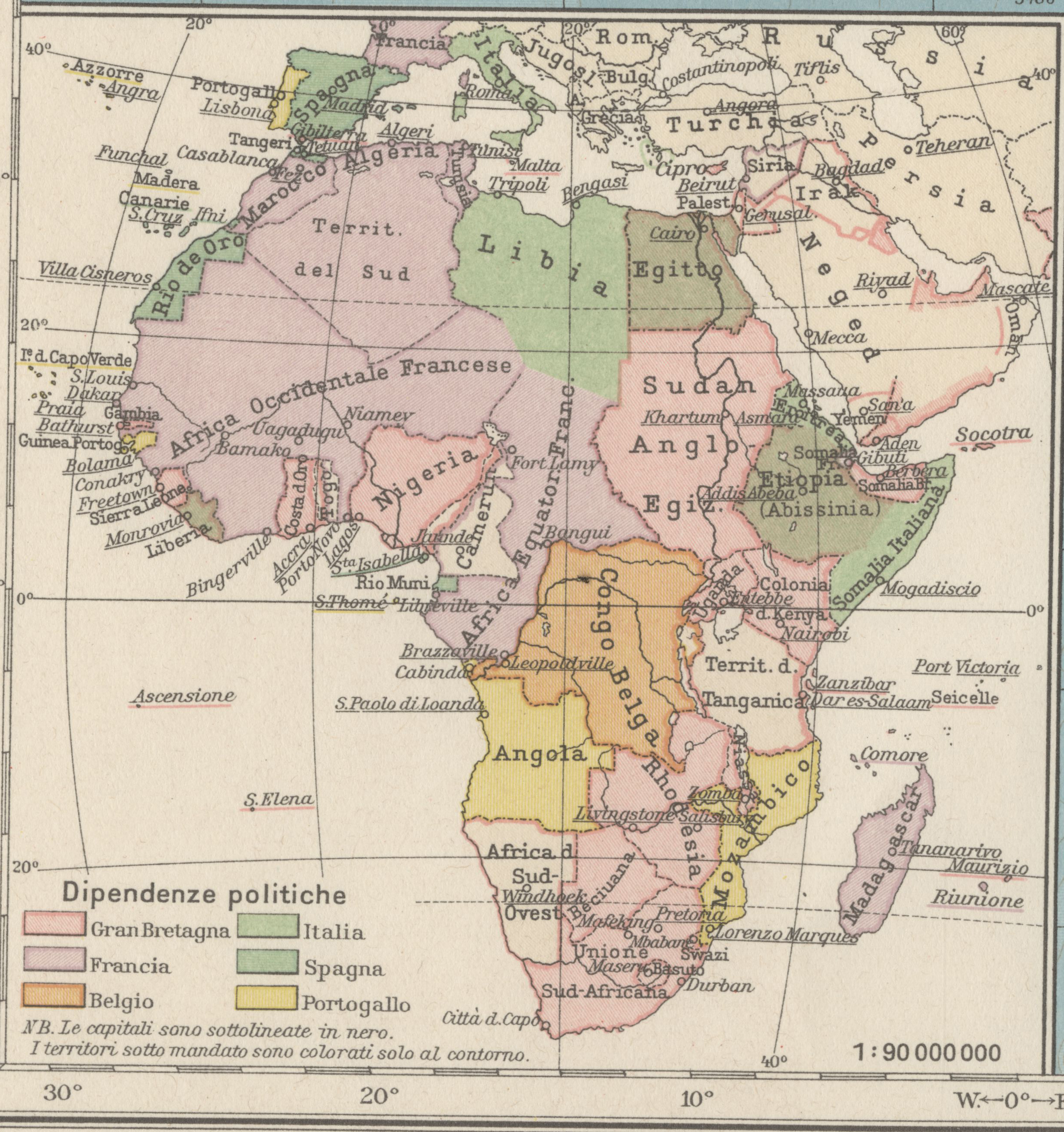
Mappa della spatizione dell'Africa nel 1928

La conferenza di Berlino (1884-1885), alla quale parteciparono le maggiori potenze europee, fu uno dei tentativi di mediare la situazione in Congo e contestualmente fu l'occasione per regolare la corsa all'Africa.
Tra i punti discussi ci furono:
- la spartizione del Congo, che venne suddiviso tra Congo francese e Congo belga lungo il fiume Congo;
- la libera navigabilità dei principali fiumi, essenziali vie commerciali, tra cui il fiume Congo ed il fiume Niger, in favore del libero scambio;
- una risoluzione contro la schiavitù, che divenne illegale, ma restò in parte inapplicata lungo tutta l'Africa;
- il principio di effettività, che sancisce il possesso del territorio solo previa ratifica, secondo il principio per cui chi arriva prima può vantarne i diritti;

In particolare è il principio di effettività la molla che accelera la corsa all'Africa: la necessità di giungere per primi in un dato territorio, nonché la necessità della sua occupazione reale per poterne rivendicare il possesso (la ratifica degli altri stati firmatari non è di ostacolo), portò ad una vera corsa nel tentativo di occupare un maggior numero di territori, che vennero poi delimitati dalle parti secondo trattati territoriali basati su confini astratti e fittizi.
Fu impossibile trovare un compromesso tra le rivendicazioni di tutte le potenze. Le dispute relative alla spartizione dell'Africa, ed il conseguente inasprirsi delle relazioni tra le grandi potenze dell'epoca, rientrano tra le cause del primo conflitto mondiale.